# Цілком додатна матриця
Цілком додатна матриця — квадратна матриця, у якої всі мінори є додатними.

## Властивості
- У цілком додатної матриці всі елементи є додатними, отже, вона є додатною матрицею.
- У цілком додатної матриці всі головні мінори є додатніми, а отже, і всі власні значення є додатними.
- Симетрична цілком додатна матриця є додатно-означеною.

## Приклади
- Матриця Вандермонда є цілком додатною матрицею.